# قهستان سیرجان

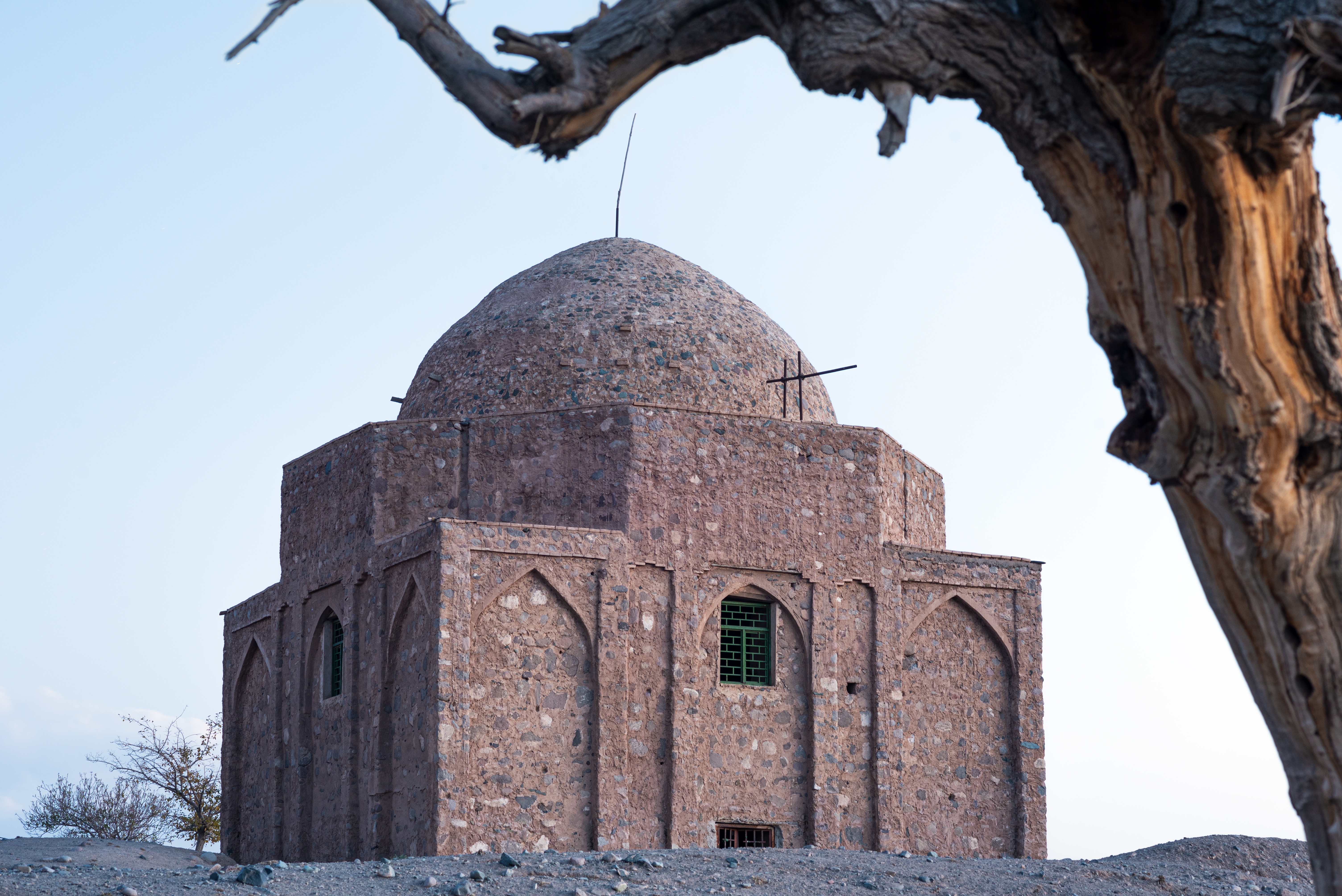
بقعه تاریخی میرزبیر واقع در روستای شریف آباد قهستان مربوط به دوره ایلخانی

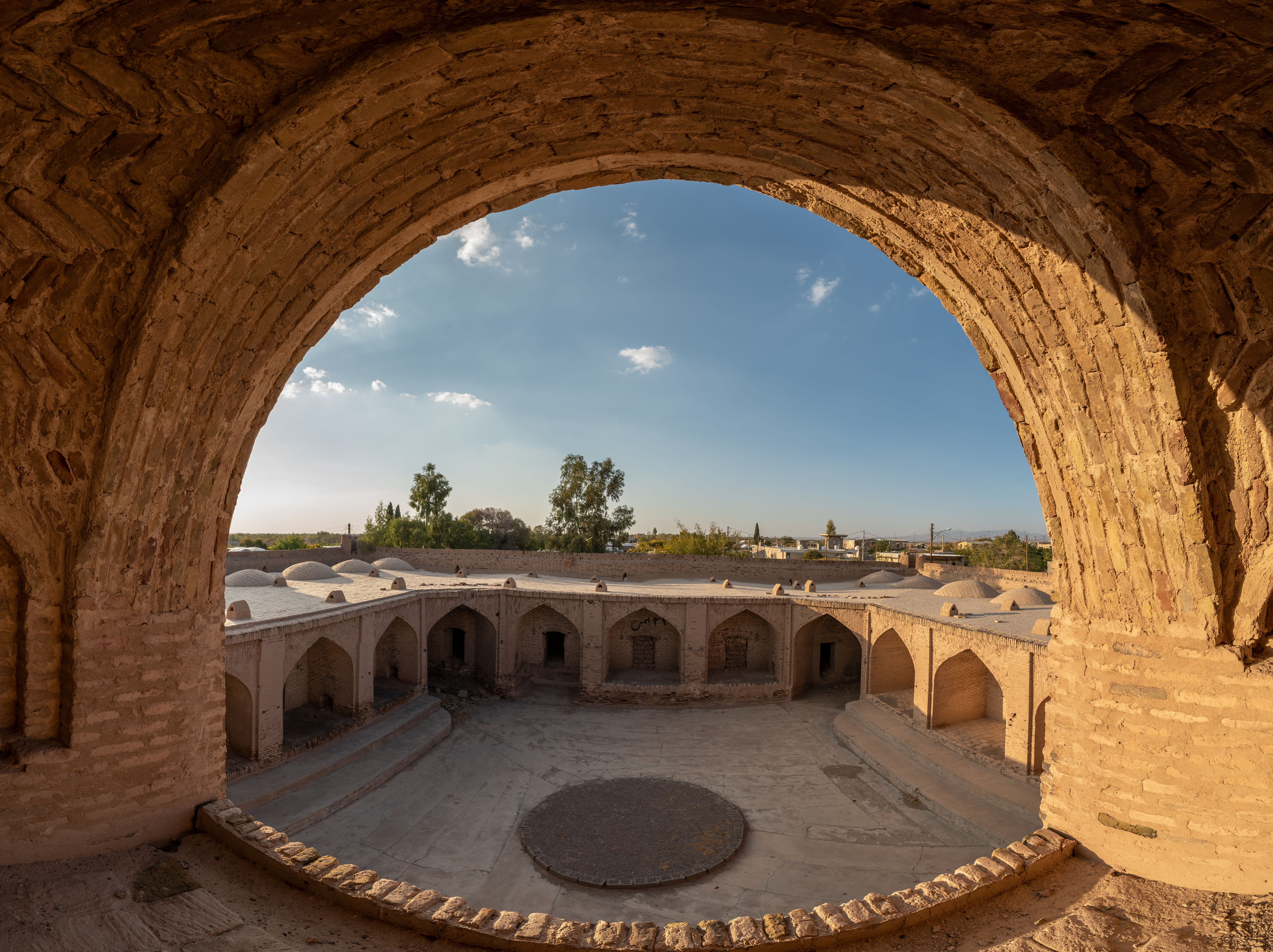
کاروانسرای تاریخی سعادت آباد

قهستان نام منطقه ای وسیع، حاصلخیز، با قنوات متعدد و تاریخی کهن است؛ که از قدیم الایام به سعادت آباد(سیرجان) و قریه‌های اطراف آن می‌گفتند.

## نام گذاری
واژه قهستان معرب شدهٔ واژهٔ کهستان مخفف
کوهستان می‌باشد و به دلیل واقع شدن منطقه قهستان در کنار کوهستان‌های پاریز و چهارگنبد به این نام معروف شده.

## موقعیت جغرافیایی
قهستان در حدود شمال شرقی سیرجان و در غرب استان کرمان واقع شده است. قهستان به ترتیب از شمال منطقه شامل قریه های کران،مزرعه اسلام‌آباد (سیرجان) ،ده سراج،ده مرغی،اسحاق آباد،ده‌نو (سیرجان)،ده قاضی،قنات توت،شریف‌آباد قهستان،دولت‌آباد (سیرجان) قهستان،سعادت‌آباد (سیرجان)،یحیی آباد ،حسین‌آباد (سیرجان)،حسن آباد،کورگاه،فیروز آباد قهستان،امیرآباد سوخک و سایر دهات و مزارع اطراف این روستاهای نام برده شده.[[[شهرستان سیرجان]]]

## هماشهر
لازم به ذکر است که روستای سعادت‌آباد (سیرجان) پس از تجمیع با روستاهای حسین‌آباد، یحیی آباد، دهنو و دولت‌آباد از توابع بخش پاریز شهرستان سیرجان در استان کرمان به شهر تبدیل شد و به عنوان شهر هماشهر به نقشه تقسیمات کشوری اضافه شد.

## اماکن تاریخی
با توجه به قدمت و تاریخ کهن منطقه قهستان یادگار های فراوانی از دوران قدیم به جای مانده ، که متاسفانه بسیاری از آنها در طی سال ها بدلیل بی مهری و کم توجهی ها تخریب شدند ،  برخی از این آثار قدیمی ؛
●کاروانسرای سعادت آباد
●بقعه تاریخی میرزبیر
●حمام تاریخی سعادت آباد(مدفون شده)
•قلعه زعفرانی سعادت آباد
● قلعه آخوند ملاحسن سعادت آباد
●حمام قدیمی حسین آباد
●حمام تاریخی کران
●برج خشتی و دکان های قدیمی واقع در سعادت آباد در محل رودخانه
●برج های قدیمی قلعه اسحاق آباد و بقایای این قلعه که فقط یک برج از سه برج قدیمی باقی مانده که آن هم در معرض تخریب است.
●محوطه باستانی میر طلحه اسحاق آباد
●پیر نو (امامزاده دختران موسی ابن جعفر)
●مدرسه تاریخی اکبریه دولت آباد(تخریب شده)
●بقایای شهر تاریخی برگنان در دولت آباد
●قنات های قدیمی از جمله برگینو و ...
●حسینیه قدیمی سعادت آباد با قدمت بیش از ۳۰۰ سال
●مسجد قدیمی سعادت آباد جنب حسینیه
●عمارت حکیمی پور ها سعادت آباد
●خانه نجمی ها اسحاق آباد
●خانه فائزی ها سعادت آباد
●قبرستان تاریخی حسن آباد قهستان و ارامگاه پیرغریب
●آرامگاه پیرچهل تن واقع در روستای کریکوییه
●حسینیه کران قدمت بیش از ۲۰۰ سال
●کلیاس و خانه قدیمی کد خدای کران

## برخی از مشاهیر قهستان
_محمدعلی آزادیخواه قهستانی (نویسنده)
_سید احمد مدنی سعادت آبادی (سیاستمدار)
_بنان الشریعه (خوشنویس برجسته دوره قاجار)
_آخوند ملاحسن فائزی( صاحب زمینه نسخ تعزیه سعادت آباد حسینیه اعظم و معین البکا ، خطاط)
_میرزا احمد فائضی ( تحصیل کرده حوزه علمیه نجف اشرف )
_سید مصطفی موسوی سعادت آبادی (اولین عاقد)
_میرزا داوود خان قطبی(از سلاطین عشره)
_دکتر محمد هورتاش
_میرزا ابراهیم سلیمان زاده(ستوده نیا)
_مرتضی قلی ستوده نیا کرانی(عارف و شاعر)
_علی‌اکبر صنعتی(نقاش و مجسمه ساز)
_محمدرضا خان کرانی (حاکم سیرجان در دوره زندیه)
_ملامحمدحسن کرانی فرزند ملا علی کرانی(خطاط دوره قاجار)

## طوایف و فامیل های قهستان
□طوایف و فامیل های منطقه قهستان شامل روستاهای اسحاق آباد،دهسراج و دهمرغی ، دهنو،سعادت آباد،دولت آباد،یحیی آباد،حسن آباد،حسین آباد،دهقاضی،کورگاه،امیرآباد، فیروز آباد،قنات توت و شریف آباد
ساکنین امروزی قهستان را عشایر وخوش نشین های سابق و کشاورزان تشکیل می دهند؛مردمانی که در گذر زمان ساکن این منطقه شدند و برخی قبل تر از سایر طوایف در این منطقه بودند.
در این بخش برخی از فامیل ها و طوایف شناخته شده قهستان را معرفی می کنیم .
▪︎فامیل نورمندی با چندین طایفه(از یک طایفه نیستند)
از جمله یزدی ها، علی خانی ها ، مهدی خانی ، مزنگ ها و ... 
_فامیل های نورمندی پور_نورمندی(مزنگ) ، محسنی و ...
▪︎طایفه نجمی با پسوند های(نژاد،دولت آبادی،پور،نوری،نیا،حسین آبادی،کورگاهی،حسن آبادی،اسحق آبادی،سعادت آبادی،عرب بدوئی،قرائی،نسب،فر،راد)،حافظی(نوادگان غلامعلی زینل)، ایثار بخش،آذرخشی،علی کوچکی،حسن پور ،قهستانی،اسماعیل پور سعادت آبادی،باربردار قهستانی،احتشامی فر ،آرا،ارجمند(نوادگان علی میرزا)،اوژند و..
●سادات
▪︎موسوی سعادت آبادی ▪︎حسینی قهستانی ▪︎مدنی•تقوی•هاشمی مدنی •نعمت اللهی
●فامیل ها با پسوند قهستانی
▪︎حافظی قهستانی ▪︎آزادی پور قهستانی
▪︎فیروزی قهستانی ▪︎برقی قهستانی ▪︎ارجمند قهستانی ▪︎عرب قهستانی ▪︎شریف پور قهستانی ▪︎آزادیخواه قهستانی ▪︎وحیدی قهستانی•اسماعیلی پور قهستانی•حسینی قهستانی •اسلامی قهستانی •یزدی نژاد قهستانی و ...
●فامیل ها با پسوند سعادت آبادی▪︎رهنمایی سعادت آبادی •نجمی سعادت آبادی ▪︎احمدی سعادت آبادی ▪︎رنجبر سعادت آبادی▪︎جابری سعادت آبادی▪︎امیری سعادت آبادی ▪︎رضاپور سعادت آبادی ▪︎کرم پور سعادت آبادی•اسماعیل پور سعادت آبادی •حقیقی سعادت آبادی •ابراهیمی سعادت آبادی
●ساکنین قهستان از ایلات قرائی ،لری و بچاقچی
▪︎خضری قرائی،خضری پور،قرائی خضری و ..▪︎شاهبداغی ▪︎غیب زاده ▪︎اسلاملو •خواجویی ▪︎الله قلی نژاد ▪︎کورکی نژاد،نژاد کورکی ▪︎محمدی نژاد قرائی •طلابیگی
- بچاقچی = فیروزی ( طایفه قره بگلو ) • سیوندی

▪︎حیدرپور لری • زمانی •محیاپور •علیپور و ...
▪︎بنیادپور و ...
●سایر طوایف و فامیل ها
•طایفه کشاورز :
کشاورز.خاکی.خاکپور.خاکی نژاد
طایفه فائزی:
فائزی_حصاری_فائضی 
طایفه علی پلویی:
همایی_علی پلویی_منوچهری_هنری
‌____________________________________
حکیمی پور_حدیدی_افاضاتی__انصاری_اسلامکیش_نعمتی(دهسراجی) نعمتی(سعادت آبادی)_رداری پور_کشتکار_اطمینان(سیرجانی)_گلپایگانی_مسعودی_پورزارع_خدری_زارعی(دهسراجی)_حسن پور(یحیی آبادی)_موسی پور(یحیی آبادی)_علی بیگی نژاد_عسکری_انوری(نسب)_جعفر پور زارع_سواری_نیک ورز_دبستانی_بارزبان_ابولی پور(دهنوی)_پورعلی حسین خانی_انصاریان_جعفری(فیروزآبادی)_فیروزی ــ تاراسی ــ نورمندی ــ سیوندی ــ صابرانی_هوایی_کریمی نسب_اسلامی(دهنوی)_نودین(نودین نژاد)_احتشام_نظافت_احدی پور_پورفریدونی_مرادپور(دهنوی)_درفشی_یوسفی_آخوندزاده(کرانی)_نوروزی_آهار_عوض پور (دولت آبادی)_منصوری_عباسپور_جوپاری و نظامی_التجایی_سعادت نیا_سعادت منش_سعادتی فر_زارعی(دولت آبادی)_زارعی(دهنوی)_کاظمیان_کاکاخانی_پورعلی صادق_محمدی(کورگاهی)_محمدی پور_علی بوری_رجبی_فتح الله پور زارع_حقیقی_صادقی_بیدار
□فامیل ها و طوایف روستای کران
●طایفه ستوده نیا کرانی،ستوده نژاد،نژاد ستوده نیا،سلیمان زاده،نوربخش،قطبی،هورتاش و..
●سادات ▪︎موسوی کرانی ▪︎قرشی کرانی ▪︎هاشمی کرانی ▪︎حسینی کرانی ▪︎شهیدی کرانی
●و سایر فامیل ها اغلب با پسوند کرانی؛
عزیزی کرانی،حدیدی کرانی،لری نیا کرانی،عرب کرانی،فدایی زاده کرانی،سلمانی کرانی،سلمان زاده کرانی،رنجبر کرانی،محمدزاده کرانی،رضازاده کرانی ،فارسی نژاد،داوری کرانی،خواجه زاده کرانی،لری کرانی،کاظمی کرانی،سلیم پور کرانی،نجارزاده کرانی،ابراهیمی کرانی،خواجویی کرانی،قاسمی کرانی،یوسف زاده کرانی.یوسفعلی زاده کرانی،رجب زاده کرانی،میرزا نژاد کرانی،موسی زاده کرانی،قرایی کرانی،خداپرست کرانی،رضا پور کرانی،لشکری،یزدی نسب کرانی